# Le Samyn 2010
La Le Samyn 2010, quarantaduesima edizione della corsa, valida come evento del circuito UCI Europe Tour 2010 categoria 1.1, fu disputata il 3 marzo 2010 per un percorso di 191,9 km. Fu vinta dal belga Jens Keukeleire, al traguardo in 4h34'35" alla media di 41,933 km/h.
Furono 108 in totale i ciclisti che portarono a termine il percorso.

## Ordine d'arrivo (Top 10)
| Pos. | Corridore            | Squadra         | Tempo    |
| ---- | -------------------- | --------------- | -------- |
| 1    | Jens Keukeleire      | Cofidis         | 4h34'35" |
| 2    | Grégory Joseph       | Topsport Vl.    | s.t.     |
| 3    | Cédric Pineau        | Roubaix-Lille   | s.t.     |
| 4    | Jaŭhen Hutarovič     | FDJ             | s.t.     |
| 5    | Kristof Goddaert     | AG2R La Mon.    | s.t.     |
| 6    | Marco Marcato        | Vacansoleil     | s.t.     |
| 7    | Jonas Aaen Jørgensen | Saxo Bank       | s.t.     |
| 8    | Steven Tronet        | Roubaix-Lille   | s.t.     |
| 9    | Lloyd Mondory        | AG2R La Mon.    | s.t.     |
| 10   | Steven Caethoven     | Landbouwkrediet | s.t.     |